# Gerónimo Rulli
Gerónimo Rulli (La Plata, 20 mei 1992) is een Argentijns voetballer die als doelman speelt voor Olympique de Marseille. Rulli debuteerde in 2018 in het Argentijns voetbalelftal, waarmee hij in 2022 wereldkampioen werd.

## Clubcarrière

### Estudiantes
Rulli komt uit de jeugdacademie van Estudiantes. Hij debuteerde op 8 april 2013 in de hoofdmacht van de club in de Argentijnse Primera División tegen Arsenal de Sarandí. In twee seizoenen speelde hij vijftig competitiewedstrijden voor Estudiantes.

### Real Sociedad
In 2014 werd de doelman verkocht aan het Uruguayaanse Deportivo Maldonado, dat hem tijdens het seizoen 2014/15 uitleende aan het Spaanse Real Sociedad. Op 28 augustus 2014 debuteerde hij voor zijn nieuwe club in de UEFA Europa League tegen FK Krasnodar. Hij viel echter vijf minuten voor tijd uit met een enkelblessure. Op 20 december 2014 debuteerde Rulli in de Primera División, tegen Levante UD. Na dat seizoen werd zijn huurperiode aan Real Sociedad met een jaar verlengd. Op 19 juli 2016 werd bekend dat Manchester City de keeper voor vier miljoen euro heeft gekocht van Deportivo Maldonado. 

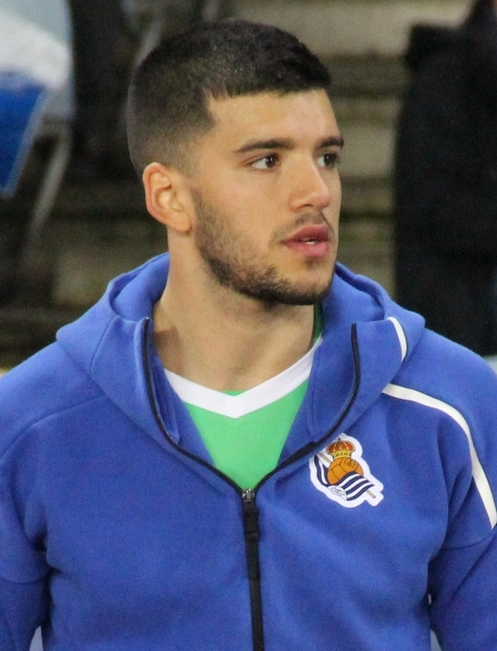
Gerónimo Rulli in het shirt van Real Sociedad (15 februari 2018)

Rulli werd echter meteen werd verhuurd aan Real Sociedad en na een halfjaar op huurbasis werd hij definitief overgenomen door de Spaanse club. Tot en met het seizoen 2018/19 was hij eerste keeper. Hij kwam tot 170 wedstrijden in San Sebastian.

### Montpellier
In het seizoen 2019/20 werd Rulli voor één seizoen verhuurd aan Montpellier. Ook daar was hij eerste keeper, maar na een prima jaar waarin Montpellier achtste eindigde, besloot Montpellier om niet van de gelegenheid gebruik te maken om Rulli definitief vast te leggen. Hij keerde daarom terug bij Real Sociedad.

### Villarreal
Rulli tekende op 4 september 2020 een contract voor vier seizoenen bij Villarreal. Daar was hij in eerste instantie tweede doelman achter Sergio Asenjo, die in de competitiewedstrijden onder de lat stond. Wel keepte Rulli de bekerwedstrijden en de wedstrijden in de Europa League. Op 26 mei 2021 won Rulli met Villarreal de UEFA Europa League door in de finale na een strafschoppenreeks te winnen van Manchester United. Rulli zelf scoorde de twintigste strafschop in deze reeks en stopte vervolgens de strafschop van doelman David de Gea.
Het seizoen erop speelde Villarreal daardoor Champions League en was Rulli eerste doelman. Villarreal werd tweede in een poule met Manchester United, Atalanta Bergamo en Young Boys en schakelde in de achtste finale en kwartfinale respectievelijk Juventus en Bayern München uit. In de halve finale ging het echter mis voor Rulli, die bij een 2-0 voorsprong op Liverpool een aantal keepersfouten maakte en daardoor zijn ploeg met 2-3 zag verliezen. Door een eerdere 2-0 nederlaag in de heenwedstrijd was Villarreal daarmee uitgeschakeld.

### Ajax
Op 6 januari 2023 maakte Ajax bekend dat de club een overeenstemming had bereikt over de transfer van Rulli van Villarreal naar Ajax. De doelman tekende een contract van drie en een half jaar. Gerónimo Rulli beleefde vijf dagen later zijn debuut bij Ajax in een bekerwedstrijd tegen FC Den Bosch. Op 14 januari 2023 maakte hij zijn debuut in de Eredivisie; hij werd na zijn komst bij de club de eerste doelman van Ajax, waarmee Remko Pasveer werd gepasseerd.
Tijdens de eerste Eredivisie-wedstrijd van seizoen 2023/24 raakte hij ernstig geblesseerd aan zijn schouder, waardoor hij naar verwachting minstens tot aan de winterstop uitgeschakeld zou zijn. Vervolgens werd hij tweede keuze achter Diant Ramaj, waarna hij in december zijn vertrekwens doorgaf aan de club. Door een blessure van Ramaj, mocht hij in de klassieker tegen Feyenoord weer keepen, hoewel Ajax die wedstrijd met 6-0 verloor. Daarna eindigde hij het seizoen met drie overwinningen en twee gelijke spelen.  
Daarna vertrok hij naar Olympique Marseille. Voor deze club debuteerde Rulli op 17 augustus 2024 in de Ligue 1 tegen Stade Brest. Olympique Marseille werd dat seizoen tweede achter Paris Saint-Germain. Rulli speelde elke wedstrijd en hield 5 keer de nul. 

## Clubstatistieken
| Seizoen | Club                | Competitie       | Competitie | Competitie | Beker | Beker | Internationaal | Internationaal | Totaal | Totaal |
| Seizoen | Club                | Competitie       | Wed.       | Dlp.       | Wed.  | Dlp.  | Wed.           | Dlp.           | Wed.   | Dlp.   |
| ------- | ------------------- | ---------------- | ---------- | ---------- | ----- | ----- | -------------- | -------------- | ------ | ------ |
| 2012/13 | Estudiantes         | Primera División | 12         | 0          | 3     | 0     | 0              | 0              | 15     | 0      |
| 2013/14 | Estudiantes         | Primera División | 38         | 0          | 0     | 0     | 0              | 0              | 38     | 0      |
| 2014/15 | → Real Sociedad     | LaLiga           | 22         | 0          | 3     | 0     | 1              | 0              | 26     | 0      |
| 2015/16 | → Real Sociedad     | LaLiga           | 36         | 0          | 1     | 0     | 0              | 0              | 37     | 0      |
| 2016/17 | → Real Sociedad     | LaLiga           | 16         | 0          | 2     | 0     | 0              | 0              | 18     | 0      |
| 2016/17 | Real Sociedad       | LaLiga           | 22         | 0          | 4     | 0     | 0              | 0              | 26     | 0      |
| 2017/18 | Real Sociedad       | LaLiga           | 26         | 0          | 0     | 0     | 8              | 0              | 34     | 0      |
| 2018/19 | Real Sociedad       | LaLiga           | 27         | 0          | 2     | 0     | 0              | 0              | 29     | 0      |
| 2019/20 | → Montpellier       | Ligue 1          | 25         | 0          | 3     | 0     | 0              | 0              | 28     | 0      |
| 2020/21 | Villarreal          | LaLiga           | 2          | 0          | 5     | 0     | 13             | 0              | 20     | 0      |
| 2021/22 | Villarreal          | LaLiga           | 32         | 0          | 2     | 0     | 12             | 0              | 46     | 0      |
| 2022/23 | Villarreal          | LaLiga           | 14         | 0          | 0     | 0     | 0              | 0              | 14     | 0      |
| 2022/23 | Ajax                | Eredivisie       | 19         | 0          | 4     | 0     | 2              | 0              | 25     | 0      |
| 2023/24 | Ajax                | Eredivisie       | 7          | 0          | 0     | 0     | 0              | 0              | 7      | 0      |
| 2023/24 | Jong Ajax           | Eerste Divisie   | 1          | 0          | 0     | 0     | 0              | 0              | 1      | 0      |
| 2024/25 | Olympique Marseille | Ligue 1          | 31         | 0          | 0     | 0     | 0              | 0              | 31     | 0      |
| Totaal  | Totaal              | Totaal           | 330        | 0          | 29    | 0     | 36             | 0              | 395    | 0      |

Bijgewerkt t/m 01 mei 2025

## Interlandcarrière
Rulli werd in 2015 voor het eerst opgenomen in de selectie voor het Argentijns voetbalelftal, om te fungeren als reservedoelman. Dit gebeurde daarna ook enkele keren in zowel 2016 als 2017, waarna hij op 8 september 2018 zijn daadwerkelijke interlanddebuut maakte. Hij stond toen de hele wedstrijd op doel in een met 0–3 gewonnen oefeninterland tegen Guatemala.
In 2022 werd hij met Argentinië wereldkampioen in Qatar. Hij kwam gedurende het toernooi niet in actie. Datzelfde gold voor de Copa América 2024, waarin Argentinië ook de finale won. Hij ging diezelfde zomer als eerste keeper mee naar de Olympische Spelen, onder leiding van trainer Javier Mascherano.

## Erelijst
| UEFA Europa League | 1x | 2020/21 |

| Competitie                     | Winnaar    | Winnaar    | Runner-up  | Runner-up  | Derde      | Derde      |
| Competitie                     | Aantal     | Jaren      | Aantal     | Jaren      | Aantal     | Jaren      |
| Argentinië                     | Argentinië | Argentinië | Argentinië | Argentinië | Argentinië | Argentinië |
| ------------------------------ | ---------- | ---------- | ---------- | ---------- | ---------- | ---------- |
| FIFA-wereldkampioenschap       | 1x         | 2022       |            |            |            |            |
| CONMEBOL–UEFA Cup of Champions | 1x         | 2022       |            |            |            |            |
| Copa América                   | 1x         | 2024       |            |            |            |            |

Individueel
| Argentinië                                  |    |                   |
| Premio Ubaldo Matildo Fillol                | 1x | 2014 Torneo Final |
| UEFA                                        |    |                   |
| UEFA Europa League - Elftal van het Seizoen | 1x | 2020/21           |